# Zeverland
《Zeverland》是一款画风可爱的多人合作開放世界生存遊戲，由独立游戏工作室Quantum Quirks进行开发。玩家将置身被红雨感染的末日世界，通过收集资源、创意组合武器、车辆改装、小队合作等方式进行生存，被病毒感染的玩家亦可加入不死阵营，以喪屍的身份继续存活下去。游戏于2024年11月24日发布了6分钟先导预告片，并预计于2025年登陆PC（Steam）平台。。

## 世界观
故事设定在末日世界，预言中会撞向地球的陨石莫名解体，本应降临的灾难在一夜之间消失，正当所有人都因此放下防备时，全世界开始下起了红雨。红雨释放了病毒孢子，接触到的生物开始感染并产生变异，玩家将扮演这个世界中为数不多的无症状者进行求生。

## 玩法
游戏提供SOC游戏的常见玩法，玩家可以通过探索、收集、建造、打猎、战斗等方式在末日中进行生存，通过小队合作抵抗僵尸与自然灾害的威胁。游戏提供不同职业供玩家选择，通过解锁专精技能，玩家可以在团队中发挥各自长处。
玩家可以对两件物品进行组合以生成创意性的武器和工具，比如「金枪鱼长矛」、「尖叫鸡木棒」等日常物品合成的趣味武器，让人联想到《塞尔达传说：王国之泪》的组合技能。玩家还可以对载具进行高自由度改装，对车辆进行喷漆改色、加装武器和防御设备、挂载额外车厢、开辟种植空间等操作，使其成为末日中的移动堡垒。除此之外，游戏允许玩家以人类和丧尸的两个角度体验游戏，玩家被感染后不会死亡，而且是可以选择以僵尸的身份继续游玩。通过提升精神力，玩家可以操控更多僵尸，成为僵尸之王。
游戏采取开放世界设定，地图面积约为600平方公里，包括城镇、村庄、山脉、海岸等景观。不同区域感染程度不同，玩家可以自行选择出生地，决定初始装备与生存策略。游戏内30天为一个赛季，每个周期内将有季节与天气的变化，从而为玩家带来挑战。
游戏采用多人在线模式，支持上百名玩家共同游玩。玩家可以通过完成修复地标、研发疫苗、核爆等任务达成生存或毁灭的不同结局，共同决定世界的命运。